# One More Chance (The Notorious B.I.G.)
One More Chance è il terzo singolo del rapper statunitense The Notorious B.I.G., estratto dall'album di debutto, Ready to Die, il brano vanta la produzione di Rashad Smith e Sean Combs alias Puff Daddy. La versione originale, presente nell'album, presenta la collaborazione del gruppo Total invece di Evans e Blige. Il singolo è entrato nella Hot 100 di Billboard alla posizione numero 5, diventando uno dei singoli con il debutto più alto nella storia della classifica statunitense fino a quel momento, insieme a Scream di Michael Jackson e Janet Jackson. Il pezzo ha raggiunto la seconda posizione della Hot 100 ed è stato il primo singolo dell'artista a raggiungere la prima posizione della Hot R&B/Hip-Hop Songs di Billboard. Il singolo ha ricevuto anche la certificazione di disco di platino dalla RIIA.

## Descrizione
La canzone inizia con dei messaggi registrati su una segreteria telefonica. In uno dei quali, una delle figlie di B.I.G., dietro apparentemente suggerimento di sua madre, chiede al padre di far cessare le chiamate di donne a casa. Seguono poi altri messaggi lasciati da ex amanti di Biggie che esprimono sentimenti misti di affetto, desiderio, disprezzo e confusione nei suoi confronti.
Dopo l'introduzione, il contenuto del brano è largamente incentrato sulle prodezze sessuali del rapper. B.I.G. fa una serie di affermazioni, paragonando per intensità le proprie performance sessuali al celebre incontro di pugilato Thrilla in Manila, e dichiarando che le misure del suo pene sono ragguardevoli.
Oltre alle affermazioni di cui sopra, B.I.G si esprime anche circa le proprie preferenze in fatto di relazioni sentimentali, che devono essere principalmente basate sul sesso, e con donne che una volta consumato il rapporto, lo lascino da solo in pace subito dopo. Si suggerisce implicitamente che questa sua decisione sia il risultato del fatto che le donne si sono affezionate troppo a lui in passato, e si presume che alcune lo abbiano pedinato. La canzone si chiude con il ritornello del titolo, dove una voce femminile canta: «Oh, Biggie, give me one more chance» ("Oh, Biggie, dammi un'altra possibilità").

## Video
Il videoclip del singolo è stato diretto da Hype Williams ed è ambientato in un tipico venerdì sera alle 11:38 in una casa di Brooklyn, dove si sta tenendo un mega-party. Il video inizia con una panoramica dall'alto che mostra una folla immensa di persone che cerca di entrare nella casa dove c'è la festa, mentre una sorta di buttafuori li tiene a bada e avverte che non c'è più posto all'interno. Biggie appare in diversi scenari, tra cui in una sequenza in cui rappa disteso sul lettone accanto alla moglie e Faith e un'altra in cui siede su un trono circondato da una miriade di candele. Il videoclip vanta numerosi camei tra gli ospiti della festa: Total, Luther Campbell, Heavy D, Mary J. Blige, Faith Evans, Da Brat, Jermaine Dupri, D-Nice, Patra, Miss Jones, Queen Latifah, Craig Mack, Tyson Beckford, Aaliyah, Changing Faces, Zhané e Sean Combs, produttore del brano. Le artiste femminili che appaiono nel video cantano il brano su uno sfondo neutro durante il ritornello.

## Cover
Il rapper italiano Nesli ha realizzato una cover intitolata Con me non ci parli mai, con la collaborazione di Romina Falconi. La canzone è contenuta nell'album Le verità nascoste del rapper.
Inoltre anche il rapper statunitense Bohagon ha campionato la base di One More Chance, modificandola per uno stile più crunk, adattandola per una canzone chiamata Coogi Down 2 The Socks, contenuta nell'album Crunk In HD, realizzato in collaborazione con i rapper Eldorado Redd e Polo Joe.

## Classifiche
| Classifica (1995)                               | Posizione |
| ----------------------------------------------- | --------- |
| Nuova Zelanda                                   | 48        |
| U.S. Billboard Hot 100                          | 2         |
| U.S. Billboard Hot R&B/Hip-Hop Singles & Tracks | 1         |
| U.S. Billboard Hot Rap Singles                  | 1         |

## Tracce

### 12"

#### Lato A
1. One More Chance/Stay With Me (Radio Edit 1) (4:15)
2. One More Chance (Hip Hop Mix) (5:05)
3. One More Chance/Stay With Me (Radio Edit 2) (4:35)
4. One More Chance (Instrumental) (5:08)

#### Lato B
1. One More Chance (Hip Hop Radio Edit) (4:24)
2. The What (Radio Edit) (4:08)
3. One More Chance/Stay With Me (Instrumental) (4:35)

### CD
1. One More Chance/Stay With Me (Radio Edit 1) (4:17)
2. One More Chance (Hip Hop Mix) (5:07)
3. One More Chance/Stay With Me (Radio Edit 2) (4:37)
4. The What (Radio Edit) (4:00)

### Musicassetta

#### Lato uno
1. One More Chance (Radio Edit 1)
2. One More Chance (Hip Hop Radio Edit)
3. The What (Radio Edit)

#### Lato due
1. One More Chance (Hip Hop Mix)
2. One More Chance (Radio Edit 2)